# メヌード (フィリピン料理)
メヌード (Menudo) またはギナマイ（ginamayあるいはginagmay、セブアノ語で「小さいかけら」[に切りわける] を意味する）は豚肉、スライスしたレバー、ニンジン、じゃがいもなどをトマトソースで煮込んだ伝統的なフィリピンのシチューである。同名のメキシコ料理であるメヌードとは異なり、トライプや赤唐辛子のソースは使わない。

## 材料
フィリピンのメヌードは小さく切り分けた豚肉、レバー、じゃがいも、ニンジンなどをトマトソースで煮込んだシチューである。豚は肩肉が使われることもある。ニンニク、ピーマン、ヒヨコマメ、オリーブなども入ることもある。レーズンやソーセージ類が入るレシピもある。

## 位置づけ
スペインの影響がある料理で、フィリピンで広く食されている。よく知られた家庭料理である。カレーに似ており、また日本料理の肉じゃがにも似ていると言われる。

## ワクナトイ
ワクナトイ、別名マリキナメヌードはピクルスが入ったフィリピンの豚肉入りシチューであり、マリキナ発祥のメヌードの派生レシピである。賽の目切りにした豚肉、豚のレバー、ソーセージ（チョリソ・デ・ビルバオがふつうである）、赤と緑のピーマン、トマト、ニンニク、タマネギが入る他、とくにピクルスのレリッシュが加えられ、トマトソースと塩、コショウ、魚醤、ベイリーフなどを使う。伝統的なワクナトイには通常のメヌードと違ってジャガイモやニンニクなどの他の野菜は使わないが、入れることもある。

## 他の料理との区別
フィリピンには類似の伝統料理が多数あり、フィリピン料理に通じていない者にはメヌードとメチャド、アフリターダ、カルデレータなどの区別がつきにくいことがある。全てニンジンとジャガイモを用いる肉のトマトソース煮込みであるが、細かい違いがある。メチャドとカルデレータは牛肉を使うのがふつうで、前者は煮込みソースがより濃厚で、後者はレバーではなくレバーペーストを使用する。アフリターダは鶏肉を用いる。